# Teoria do dominó

A teoria do dominó apresenta uma metáfora de dominós caindo: o aumento ou queda da influência comunista em um país terá o mesmo efeito nos países vizinhos, e assim por diante.

A teoria do dominó é uma teoria geopolítica que postula que mudanças na estrutura política de um país tendem a se espalhar para países vizinhos em um efeito dominó. Foi proeminente nos Estados Unidos das décadas de 1950 a 1980 no contexto da Guerra Fria, sugerindo que se um país em uma região caísse sob a influência do comunismo, os países vizinhos seguiriam o mesmo caminho. Foi usada por sucessivas administrações dos Estados Unidos durante a Guerra Fria como justificativa para intervenção americana ao redor do mundo. O Presidente dos EUA Dwight D. Eisenhower descreveu a teoria durante uma conferência de imprensa em 7 de abril de 1954, ao se referir ao comunismo na Indochina da seguinte forma:

Finalmente, temos considerações mais amplas que podem seguir o que você chamaria de princípio do "dominó caindo". Você tem uma fileira de dominós montada, derruba o primeiro, e o que acontecerá com o último é a certeza de que ele cairá muito rapidamente. Então, você poderia ter o início de uma desintegração que teria as mais profundas influências.
Além disso, a profunda crença de Eisenhower na teoria do dominó na Ásia elevou os "custos percebidos para os Estados Unidos de perseguir o multilateralismo" devido a eventos multifacetados, incluindo a "vitória do Partido Comunista Chinês em 1949, a invasão norte-coreana de junho de 1950, a crise das ilhas Quemoy em 1954, e o conflito na Indochina constituiu um desafio amplo não apenas para um ou dois países, mas para todo o continente asiático e Pacífico". Isso conota uma forte força magnética para ceder ao controle comunista, e alinha-se com o comentário do General Douglas MacArthur de que "a vitória é um forte ímã no Oriente".

## História
Durante 1945, a União Soviética trouxe a maioria dos países da Europa Oriental e Europa Central para sua influência como parte do novo acordo pós-Segunda Guerra Mundial, levando Winston Churchill a declarar em um discurso em 1946 no Westminster College em Fulton, Missouri que:

De Stettin no Báltico a Trieste no Adriático, uma "Cortina de Ferro" desceu sobre o Continente. Atrás dessa linha estão todas as capitais dos antigos estados da Europa Central e Oriental. Varsóvia, Praga, Budapeste, Belgrado, Bucareste e Sofia; todas essas famosas cidades e as populações ao seu redor encontram-se no que devo chamar de esfera soviética, e todas estão sujeitas, de uma forma ou de outra, não apenas à influência soviética, mas a uma medida muito alta e, em alguns casos, crescente de controle de Moscou.
Após a crise do Irã de 1946, Harry S. Truman declarou o que ficou conhecido como a Doutrina Truman em 1947, prometendo contribuir com ajuda financeira ao governo grego durante sua Guerra Civil e à Turquia após a Segunda Guerra Mundial, na esperança de que isso impedisse o avanço do comunismo na Europa Ocidental. Mais tarde naquele ano, o diplomata George Kennan escreveu um artigo na revista Foreign Affairs que ficou conhecido como o "Artigo X", que articulou pela primeira vez a política de contenção, argumentando que a expansão adicional do comunismo para países fora de uma "zona tampão" ao redor da URSS, mesmo que acontecesse por meio de eleições democráticas, era inaceitável e uma ameaça à segurança nacional dos EUA. Kennan também esteve envolvido, junto com outros na administração Truman, na criação do Plano Marshall, que também começou em 1947, para fornecer ajuda aos países da Europa Ocidental (junto com Grécia e Turquia), em grande parte com a esperança de mantê-los fora da dominação soviética.
Em 1949, um governo apoiado pelos comunistas, liderado por Mao Zedong, derrubou o governo anterior da China (oficialmente, o regime de Zedong instituiu a República Popular da China). A instalação do novo governo foi estabelecida depois que o Exército de Libertação Popular derrotou o Governo Republicano Nacionalista da China após a Guerra Civil Chinesa (1927-1949). Foram formadas Duas Chinas – a "China Comunista" continental (República Popular da China) e a "China Nacionalista" de Taiwan (República da China). A tomada do poder pelos comunistas na nação mais populosa do mundo foi vista no Ocidente como uma grande perda estratégica, provocando a popular pergunta da época: "Quem perdeu a China?" Os Estados Unidos subsequentemente encerraram as relações diplomáticas com a recém-fundada República Popular da China em resposta à tomada de poder comunista em 1949. Os Estados Unidos e a China comunista não restabeleceram relações diplomáticas até a visita de Richard Nixon à China em 1972.
A Coreia também havia caído parcialmente sob o domínio soviético no final da Segunda Guerra Mundial, dividida ao sul do paralelo 38, onde as forças dos EUA subsequentemente se deslocaram. Em 1948, como resultado da Guerra Fria entre a União Soviética e os EUA, a Coreia foi dividida em duas regiões, com governos separados, cada um reivindicando ser o governo legítimo da Coreia, e nenhum dos lados aceitando a fronteira como permanente. Em 1950, eclodiram combates entre comunistas e republicanos que logo envolveram tropas da China (do lado dos comunistas) e dos Estados Unidos e 15 países aliados (do lado dos republicanos). Embora o conflito coreano não tenha terminado oficialmente, a Guerra da Coreia terminou em 1953 com um armistício que deixou a Coreia dividida em duas nações, Coreia do Norte e Coreia do Sul. A decisão de Mao Zedong de enfrentar os EUA na Guerra da Coreia foi uma tentativa direta de confrontar o que o bloco comunista via como o mais forte poder anticomunista do mundo, empreendida em um momento em que o regime comunista chinês ainda estava consolidando seu próprio poder após vencer a Guerra Civil Chinesa.
A primeira figura a propor a teoria do dominó foi o presidente Harry S. Truman na década de 1940, quando introduziu a teoria para "justificar o envio de ajuda militar à Grécia e à Turquia". No entanto, a teoria do dominó foi popularizada pelo presidente Dwight D. Eisenhower quando a aplicou ao Sudeste Asiático, especialmente ao Vietnã do Sul durante a Primeira Guerra da Indochina. Além disso, a teoria do dominó foi utilizada como um dos principais argumentos nas "administrações Kennedy e Johnson durante a década de 1960 para justificar o crescente envolvimento militar americano na Guerra do Vietnã."
Em maio de 1954, o Viet Minh, um exército comunista e nacionalista, derrotou as tropas francesas na Batalha de Dien Bien Phu e assumiu o controle do que se tornou o Vietnã do Norte. Isso fez com que os franceses se retirassem completamente da região então conhecida como Indochina Francesa, um processo que eles já haviam iniciado anteriormente. As regiões foram então divididas em quatro países independentes (Vietnã do Norte, Vietnã do Sul, Camboja e Laos) após um acordo e trégua negociados na Conferência de Genebra de 1954 para encerrar a Primeira Guerra da Indochina.
Isso lhes daria uma vantagem estratégica geográfica e econômica, e faria do Japão, Taiwan, Filipinas, Austrália e Nova Zelândia os estados de defesa da linha de frente. A perda de regiões tradicionalmente dentro da área comercial regional vital de países como o Japão encorajaria os países da linha de frente a negociar politicamente com o comunismo.
A teoria do dominó de Eisenhower de 1954 era uma descrição específica da situação e condições no Sudeste Asiático naquela época, e ele não sugeriu uma teoria do dominó generalizada como outros fizeram posteriormente.
Durante o verão de 1963, os budistas protestaram contra o tratamento severo que estavam recebendo sob o governo Diem no Vietnã do Sul. Tais ações do governo sul-vietnamita dificultaram o forte apoio da administração Kennedy ao presidente Diem. O presidente Kennedy estava em uma posição tênue, tentando conter o comunismo no Sudeste Asiático, mas por outro lado, apoiando um governo anticomunista que não era popular entre seus cidadãos domésticos e era culpado de atos objetáveis para o público americano. A administração Kennedy interveio no Vietnã no início da década de 1960 para, entre outras razões, impedir que o "dominó" do Vietnã do Sul caísse. Quando Kennedy chegou ao poder, havia preocupação de que o Pathet Lao liderado pelos comunistas no Laos fornecesse bases ao Viet Cong, e que eventualmente pudessem tomar o controle do Laos.

### Argumentos a favor da teoria do dominó
A principal evidência para a teoria do dominó é a propagação do regime comunista em três países do Sudeste Asiático em 1975, após a tomada comunista do Vietnã: Vietnã do Sul (pelo Viet Cong), Laos (pelo Pathet Lao) e Camboja (pelo Khmer Vermelho). Pode-se argumentar ainda que antes de terminarem de tomar o Vietnã antes da década de 1950, as campanhas comunistas não tiveram sucesso no Sudeste Asiático. Note a Emergência Malaia, a Rebelião Hukbalahap nas Filipinas, e o crescente envolvimento com Comunistas por Sukarno da Indonésia desde o final da década de 1950 até ser deposto em 1967. Todas essas foram tentativas comunistas malsucedidas de tomar o controle de países do Sudeste Asiático que estagnaram quando as forças comunistas ainda estavam focadas no Vietnã, enquanto Robert Grainger Thompson argumentou que o envolvimento dos EUA até mesmo voltou aqueles dentro das nações comunistas para o Ocidente.
Walt Whitman Rostow e o então Primeiro-Ministro de Singapura Lee Kuan Yew argumentaram que a intervenção dos EUA na Indochina, ao dar às nações da ASEAN tempo para se consolidar e engajar no crescimento econômico, impediu um efeito dominó mais amplo. Em reunião com o presidente Gerald Ford e Henry Kissinger em 1975, Lee Kuan Yew argumentou que "há uma tendência no Congresso dos EUA de não querer exportar empregos. Mas temos que ter os empregos se quisermos parar o comunismo. Fizemos isso, avançando do trabalho simples para o trabalho qualificado mais complexo. Se pararmos esse processo, fará mais mal do que vocês jamais poderão reparar com ajuda. Não cortem as importações do Sudeste Asiático".
McGeorge Bundy argumentou que as perspectivas para um efeito dominó, embora altas nas décadas de 1950 e início de 1960, foram enfraquecidas em 1965 quando o Partido Comunista Indonésio foi destruído por esquadrões da morte no genocídio indonésio. No entanto, os proponentes acreditam que os esforços durante o período de contenção (ou seja, a Teoria do Dominó) acabaram levando à queda da União Soviética e ao fim da Guerra Fria.
O linguista e teórico político Noam Chomsky escreveu que acredita que a teoria do dominó é aproximadamente precisa, escrevendo que os movimentos comunistas e socialistas se tornaram populares em países mais pobres porque trouxeram melhorias econômicas para aqueles países nos quais assumiram o poder. Por essa razão, ele escreveu, os EUA dedicaram tanto esforço para suprimir os chamados "movimentos populares" no Chile, Vietnã, Nicarágua, Laos, Granada, El Salvador, Guatemala, etc. "Quanto mais fraco e pobre for um país, mais perigoso ele é como exemplo. Se um país pequeno e pobre como Granada pode conseguir proporcionar uma vida melhor para seu povo, algum outro lugar que tenha mais recursos perguntará: 'Por que não nós?'" Chomsky se refere a isso como a "ameaça de um bom exemplo".
Alguns defensores da teoria do dominó observam a história de governos comunistas fornecendo ajuda a revolucionários comunistas em países vizinhos. Por exemplo, a China forneceu ao Viet Minh e mais tarde ao exército do Vietnã do Norte tropas e suprimentos, enquanto a União Soviética forneceu tanques e armas pesadas. O fato de que o Pathet Lao e o Khmer Vermelho foram originalmente parte do Vietminh, sem mencionar o apoio de Hanói a ambos em conjunto com o Viet Cong, também dá credibilidade à teoria. A União Soviética também forneceu pesadamente a Sukarno suprimentos militares e conselheiros desde a época da Democracia Guiada na Indonésia, especialmente durante e após a guerra civil de 1958 em Sumatra.

### Críticas à teoria do dominó
Em um memorando enviado ao Diretor da CIA John McCone em 9 de junho de 1964, o Conselho de Estimativas Nacionais geralmente desconsiderou a ideia da teoria do dominó aplicada ao Vietnã:
Citação: Não acreditamos que a perda do Vietnã do Sul e do Laos seria seguida pela rápida e sucessiva comunização dos outros estados do Extremo Oriente. Em vez de uma onda de choque passando de uma nação para outra, haveria um efeito direto e simultâneo em todos os países do Extremo Oriente. Com a possível exceção do Camboja, é provável que nenhuma nação na região sucumbiria rapidamente ao comunismo como resultado da queda do Laos e do Vietnã do Sul. Além disso, a continuação da propagação do comunismo na área não seria inexorável, e qualquer propagação que ocorresse levaria tempo — tempo em que a situação total poderia mudar de várias maneiras desfavoráveis à causa comunista.
Na primavera de 1995, apesar de ter sido um forte defensor da teoria durante seu mandato, o ex-Secretário de Defesa dos EUA Robert McNamara disse que acreditava que a teoria do dominó havia sido um erro. "Acho que estávamos errados. Não acredito que o Vietnã fosse tão importante para os comunistas. Não acredito que sua perda teria levado – e não levou – ao controle comunista da Ásia." O professor Tran Chung Ngoc, um vietnamita no exterior vivendo nos EUA, disse: "Os EUA não têm nenhuma razão plausível para intervir no Vietnã, um país pequeno, pobre e subdesenvolvido que não tem capacidade de fazer nada que possa prejudicar a América. Portanto, a intervenção dos EUA no Vietnã, independentemente da opinião pública e do direito internacional, é 'usar o poder sobre a justiça', dando a si mesmo o direito de intervir em qualquer lugar que a América queira."

## Significado da teoria do dominó
A teoria do dominó é significativa porque sublinha a importância das alianças, que podem variar de alianças marginais a alianças bilaterais. Isso implica que a teoria do dominó é útil para avaliar a intenção e o propósito de um país ao formar uma aliança com outros, incluindo um grupo de outros países dentro de uma região específica. Embora a intenção e o propósito possam diferir para cada país, Victor Cha retrata a aliança bilateral assimétrica entre os Estados Unidos e países do Leste Asiático como uma abordagem estratégica, onde os Estados Unidos têm controle e poder para mobilizar ou estabilizar seus aliados. Isso é apoiado pela forma como os Estados Unidos criaram alianças bilaterais assimétricas com a República da Coreia, República da China e Japão "não apenas para conter, mas também para restringir potenciais 'alianças marginais' de se envolverem em comportamentos aventureiros que podem incluí-lo em contingências militares maiores na região ou que podem desencadear um efeito dominó, com países asiáticos caindo para o comunismo." Como os Estados Unidos enfrentaram o desafio de "alianças marginais e a ameaça de dominós caindo combinados para produzir um temido cenário de armadilha para os Estados Unidos," a teoria do dominó ressalta ainda mais a importância das alianças bilaterais nas relações internacionais. Isso é evidente em como a teoria do dominó forneceu aos Estados Unidos uma abordagem de coalizão, onde "moldou uma série de profundas e estreitas alianças bilaterais" com países asiáticos, incluindo Taiwan, Coreia do Sul e Japão, para "controlar sua capacidade de usar a força e promover dependência material e política dos Estados Unidos". Portanto, isso indica que a teoria do dominó auxilia na observação do efeito das alianças forjadas como um trampolim ou obstáculo nas relações internacionais. Isso ressalta a correlação entre a teoria do dominó e a dependência de trajetória, onde um colapso retrospectivo de um país caindo para o comunismo pode não apenas ter efeitos adversos para outros países, mas, mais importante, na capacidade e competência de tomada de decisão para superar desafios presentes e futuros. Portanto, a teoria do dominó é indiscutivelmente uma teoria significativa que lida com a estreita relação entre microcausa e macroconsequência, onde sugere que tais macroconsequências podem resultar em repercussões de longo prazo.

## Aplicações ao comunismo fora do Sudeste Asiático
Michael Lind argumentou que, embora a teoria do dominó tenha falhado regionalmente, houve uma onda global, à medida que regimes comunistas ou socialistas chegaram ao poder em Benim, Etiópia, Guiné-Bissau, Madagascar, Cabo Verde, Moçambique, Angola, Afeganistão, Granada e Nicarágua durante os anos 1970. A interpretação global do efeito dominó depende fortemente da interpretação de "prestígio" da teoria, significando que o sucesso das revoluções comunistas em alguns países, embora não tenha proporcionado apoio material às forças revolucionárias em outros países, contribuiu com apoio moral e retórico.
Nessa linha, o revolucionário argentino Che Guevara escreveu um ensaio, a "Mensagem à Tricontinental", em 1967, pedindo "dois, três... muitos Vietnãs" ao redor do mundo. O historiador Max Boot escreveu: "No final dos anos 1970, os inimigos da América tomaram o poder em países de Moçambique ao Irã e à Nicarágua. Reféns americanos foram capturados a bordo do SS Mayaguez (próximo ao Camboja) e em Teerã. O Exército Soviético invadiu o Afeganistão. Não há conexão óbvia com a Guerra do Vietnã, mas há pouca dúvida de que a derrota de uma superpotência encorajou nossos inimigos a empreender atos de agressão que poderiam, de outra forma, ter evitado".
Além disso, essa teoria pode ser ainda mais reforçada pelo aumento de incidentes terroristas por grupos terroristas de esquerda na Europa Ocidental, financiados em parte por governos comunistas, entre os anos 1960 e 1980. Na Itália, isso inclui o sequestro e assassinato do ex-Primeiro-Ministro italiano Aldo Moro, e o sequestro do ex-General de Brigada dos EUA James L. Dozier, pelas Brigadas Vermelhas.
Na Alemanha Ocidental, isso inclui as ações terroristas da Fração do Exército Vermelho. No extremo oriente, o Exército Vermelho Japonês realizou atos semelhantes. Todos os quatro, assim como outros, trabalharam com vários terroristas árabes e palestinos, que, como as brigadas vermelhas, eram apoiados pelo Bloco Soviético.
Nas entrevistas Frost/Nixon de 1977, Richard Nixon defendeu a desestabilização do regime de Salvador Allende no Chile pelos Estados Unidos com base na teoria do dominó. Tomando emprestada uma metáfora que ele havia ouvido, afirmou que um Chile e Cuba comunistas criariam um "sanduíche vermelho" que poderia prender a América Latina entre eles. Nos anos 1980, a teoria do dominó foi usada novamente para justificar as intervenções da administração Reagan na América Central e na região do Caribe.
Em suas memórias, o ex-Primeiro-Ministro da Rodésia, Ian Smith, descreveu a ascensão sucessiva de governos autoritários de esquerda na África Subsaariana durante a descolonização como "a tática de dominó dos comunistas". O estabelecimento de governos pró-comunistas na Tanzânia (1961-64) e Zâmbia (1964) e governos explicitamente marxistas-leninistas em Angola (1975), Moçambique (1975) e, eventualmente, na própria Rodésia (em 1980) são citados por Smith como evidência da "insidiosa invasão do imperialismo soviético pelo continente".

## Outras aplicações

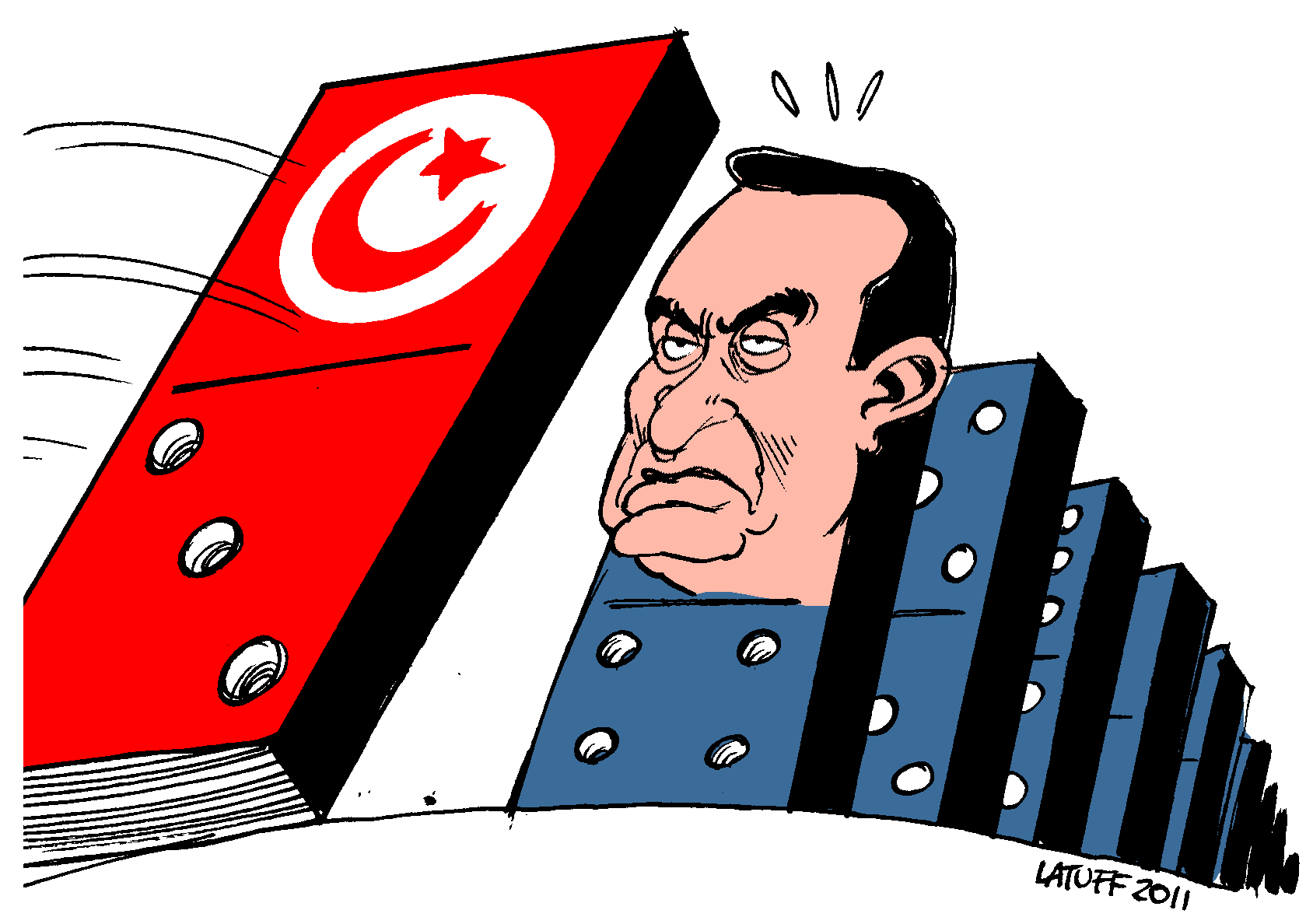
Charge política de 2011 por Carlos Latuff aplicando a imagem da teoria do dominó à Primavera Árabe

Alguns analistas de política externa nos Estados Unidos se referiram à potencial propagação tanto da teocracia islâmica quanto da democracia liberal no Oriente Médio como duas possibilidades diferentes para um cenário de teoria do dominó. Durante a Guerra Irã-Iraque de 1980 a 1988, os Estados Unidos e outras nações ocidentais apoiaram o Iraque Baathista, temendo a disseminação da teocracia radical do Irã por toda a região. Na invasão do Iraque em 2003, alguns neoconservadores argumentaram que quando um governo democrático é implementado, isso ajudaria a espalhar a democracia e o liberalismo pelo Oriente Médio. Isso foi chamado de "teoria do dominó reverso", ou "teoria do dominó democrático", assim chamada porque seus efeitos são considerados positivos, não negativos, pelos estados democráticos ocidentais.
A análise russa de um padrão percebido de movimentos pró-democráticos na era pós-soviética resultou na "teoria do dominó das revoluções coloridas de Vladimir Putin, reiterada por outros siloviki e encontrada em doutrinas militares e de segurança nacional".
Algumas visões das sucessivas intervenções militares russas - na Geórgia em 2008, no Cazaquistão (2022) e na Ucrânia (2014 em diante), por exemplo - postulam uma teoria do dominó pela qual Putin poderia expandir a influência russa na Europa oriental e central.